# العلاقات الفنزويلية الموريتانية
العلاقات الفنزويلية الموريتانية هي العلاقات الثنائية التي تجمع بين فنزويلا وموريتانيا.

## مقارنة بين البلدين
هذه مقارنة عامة ومرجعية للدولتين:
| وجه المقارنة                                              | فنزويلا                                  | موريتانيا                 |
| --------------------------------------------------------- | ---------------------------------------- | ------------------------- |
| المساحة (كم2)                                             | 916.45 ألف                               | 1.03 مليون                |
| عدد السكان (نسمة)                                         | 28.87 مليون                              | 4.42 مليون                |
| الكثافة السكانية (ن./كم²)                                 | 31.5                                     | 4.29                      |
| العاصمة                                                   | كاراكاس                                  | نواكشوط                   |
| اللغة الرسمية                                             | اللغة الإسبانية، لغة الإشارة الفنزويلية ‏ | اللغة العربية، لغة فرنسية |
| العملة                                                    | بوليفار فنزويلي                          | أوقية موريتانية، أوقية ‏   |
| الناتج المحلي الإجمالي (بليون دولار)                      | 482.36 مليار                             | 5.02 مليار                |
| الناتج المحلي الإجمالي (تعادل القوة الشرائية) بليون دولار |                                          |                           |
| الناتج المحلي الإجمالي الاسمي للفرد دولار أمريكي          |                                          |                           |
| الناتج المحلي الإجمالي للفرد دولار أمريكي                 |                                          | 3.91 ألف                  |
| مؤشر التنمية البشرية                                      | 0.762                                    | 0.506                     |
| رمز المكالمات الدولي                                      | +58                                      | +222                      |
| رمز الإنترنت                                              | .ve                                      | .mr                       |
| المنطقة الزمنية                                           | 00                                       | 00                        |

## منظمات دولية مشتركة
يشترك البلدان في عضوية مجموعة من المنظمات الدولية، منها:
| علم المنظمة | اسم المنظمة                        | تاريخ انضمام فنزويلا | تاريخ انضمام موريتانيا |
| ----------- | ---------------------------------- | -------------------- | ---------------------- |
|             | وكالة ضمان الاستثمار متعدد الأطراف | 9 مايو 1994          | 8 سبتمبر 1992          |
|             | منظمة الشرطة الجنائية الدولية      | ?                    | ?                      |
|             | منظمة حظر الأسلحة الكيميائية       | ?                    | ?                      |
|             | منظمة التجارة العالمية             | ?                    | 31 مايو 1995           |
|             | البنك الدولي للإنشاء والتعمير      | 30 ديسمبر 1946       | 10 سبتمبر 1963         |
|             | الأمم المتحدة                      | 15 نوفمبر 1945       | 27 أكتوبر 1961         |
|             | مؤسسة التمويل الدولية              | 28 ديسمبر 1956       | 29 ديسمبر 1967         |
|             | يونسكو                             | 25 نوفمبر 1946       | 10 يناير 1962          |
|             | الاتحاد البريدي العالمي            | ?                    | ?                      |
|             | الاتحاد الدولي للاتصالات           | 13 أغسطس 1920        | 18 أبريل 1962          |

## وصلات خارجية
- موقع وزارة الخارجية الفنزويلية